# Carlos Somigliana (padre)
Carlos Somigliana (Buenos Aires, 17 de mayo de 1932-Buenos Aires, 29 de enero de 1987) fue un dramaturgo argentino. Integró el equipo de fiscalía en el Juicio a las Juntas de 1985, por el que se enjuiciaron a los jerarcas militares de la última dictadura argentina.

## Biografía
Realizó sus estudios secundarios en el Colegio Nacional Buenos Aires.
En 1958 se mudó por razones laborales a Ushuaia, comenzó a trabajar en el Juzgado Federal. Allí se vinculó por primera vez con un grupo de teatro y escribió su primera obra, Amarillo. De regreso a Buenos Aires, la subió a escena el 22 de abril de 1965, con la actuación de Alba Mujica y un joven Rodolfo Bebán en el rol protagónico. Cinco meses después, estrenó su segunda obra, Amor de ciudad grande.
Por la misma época comenzaban a estrenar quienes luego serían reconocidos como la Generación del 60: Ricardo Halac, Roberto Cossa, Osvaldo Dragún, Germán Rozenmacher, Griselda Gambaro, Sergio De Cecco, Ricardo Talesnik y Rodolfo Walsh.
El teatro de Somigliana, en su conjunto, es una dramaturgia del desgarramiento, que elude la demostración de tesis previas -como sucedía con el teatro social de años anteriores- y a la que no le interesa traducir a escena importantes y trascendentes ideas -al uso de un teatro culto de pretensión universal-. Es una dramaturgia visceral y vivencial, que busca develar una verdad, que muestra más que demuestra; y muestra una inarmonía radical entre la visión del mundo y el mundo.
Escribió de forma esporádica para cine y televisión. Hizo el guion del film Asesinato en el Senado de la Nación, y fue coguionista de El arreglo. Aportó varios guiones televisivos, entre los que se encuentran varios del mítico ciclo Cosa juzgada. 
A partir de 1981, fue uno de los protagonistas de Teatro Abierto, una reacción cultural contra la dictadura militar. El movimiento, de amplia influencia en la población, fue organizado por Osvaldo Dragún junto a otros hombres y mujeres de teatro como Roberto Cossa, Jorge Rivera López, Luis Brandoni, Pepe Soriano, y el propio Somigliana, apoyados por Adolfo Pérez Esquivel, recién elegido Premio Nobel de la Paz, y Ernesto Sabato. Participó mucho en el ciclo y aportó dos textos insoslayables: El nuevo mundo y Oficial 1°. El ciclo se repitió en 1982, 1983 (con el lema de "ganar la calle") y en 1984 (el "teatrazo").
En 1986 fundó junto con Tito Cossa, Pepe Bove, Rubens Correa, Dragún y Raúl Serrano el Teatro de la Campana en el sótano del histórico Teatro del Pueblo. Participó del filme documental País cerrado, teatro abiertoestrenado en 1990.
Murió de repente el 29 de enero de 1987, a los 54 años.

## Vida privada
La ética fue también el eje de su comportamiento. Se ganó la vida como empleado de la Justicia y colaboró con el fiscal Julio Strassera, al igual que sus tres hijos, en especial Carlos "Maco" Somigliana (hijo), en el juicio a las juntas militares. Escribió parte del alegato final del juicio, lo que otorgó dimensión poética al clamor popular encerrado en la expresión Nunca Más.
Somigliana fue muy querido por sus colegas y por el público. Permanentemente generoso con elencos desconocidos, y referente de artistas consagrados. Pedro Espinosa describe su personalidad con estas palabras: 

Cálido y espontáneamente elegante, practicó siempre un humor apenas irónico, a veces cáustico, que no lograba disimular su entrañable humanismo concreto, palpable, comprometido con el hombre de carne y hueso que tenía delante. Modesto y austero, ignoraba el escepticismo y la queja rutinaria que hoy se han hecho costumbre en el hombre de Buenos Aires. Estos rasgos de personalidad dibujaban su perfil singular, que traslucía un trasfondo levemente anacrónico, como si convivieran en él -por detrás del hombre contemporáneo que era- un caballero de otros tiempos, un antiguo y honesto maestro de escuela preocupado por sus discípulos, y un socialista de principios de siglo. Exento de arrogancias y de agresividad, le era imposible no cosechar amigos y respetos; y así como se comportaba en la intimidad, así lo hacía en el territorio más vasto de lo social, como una natural y coherente extensión de su conducta cotidiana.

Mantuvo una fuerte amistad con su colega Roberto Cossa. 
Su prematura muerte privó a la dramaturgia de su país y al mundo del teatro de un exponente de singular brillo y originalidad notable.

## Su obra

### Teatro
1. La democracia en el tocador (1984)
2. Historia de una estatua (1983)
3. Oficial 1° (1982)
4. El nuevo mundo (1981)
5. El exalumno (1978)
6. El avión negro (1970) -escrita con Germán Rozenmacher, Roberto Cossa y Ricardo Talesnik-
7. De la navegación (1969)
8. Homenaje al pueblo de Buenos Aires (1967)
9. La bolsa de agua caliente (1966)
10. Amor de ciudad grande (1959)
11. Amarillo (1959)

### Guiones cinematográficos
- El arreglo (1983)
- Asesinato en el Senado de la Nación (1984)

### Guiones de televisión
1. Cosa juzgada, Canal 11 (1970/1971)
2. Historias del medio pelo, Canal 13 (1973)
3. La noche de los grandes, Canal 13 (1975)
4. Hombres en pugna, ATC(1980)
5. Cuentos para ver, ATC (1984)

## Fundación Carlos Somigliana (SOMI)
En 1990 varios de los amigos de Somigliana crearon la Fundación Carlos Somigliana (SOMI) para ejercer la dirección artística del Teatro del Pueblo y dar apoyo al autor teatral argentino.
Es una entidad sin fines de lucro y en 2006 se encontraba presidida por Roberto Cossa.